# Karabraimis
Die Rotweinsorte Karabraimis (griechisch Καραμπραίμης) ist innerhalb der Inselgruppe der Kykladen (Κυκλάδες) im Ägäischen Meer und auf Euböa (neugriechisch Εύβοια (f. sg.), Evia) heimisch. Die Qualität der Rotweine ist gut. Anpflanzungen auf Paros sind vielversprechend, obwohl zurzeit meist nur Haus- oder Schoppenweine erzeugt werden.

## Ampelographische Sortenmerkmale
In der Ampelographie wird der Habitus folgendermaßen beschrieben:
- Die Triebspitze ist offen. Sie ist weiß-wollig behaart. Die Jungblätter sind nur leicht wollig behaart und von violett-roter Farbe.
- Die Blätter sind fünflappig (seltener siebenlappig) und tief gebuchtet. Die Stielbucht ist U-förmig offen. Das Blatt ist stumpf gezahnt. Die Zähne haben im Vergleich der Rebsorten einen engen Abstand.
- Die walzenförmige Traube ist groß, geschultert und dichtbeerig. Die rundlichen Beeren sind ebenfalls groß und von violet-roter Farbe. Die Beeren haben eine dünne Beerenhaut und sind saftig. Sie haben ein angenehmen jedoch neutralen Geschmack.

Die Rebsorte reift ca. 30 Tage nach dem Gutedel und gilt somit innerhalb der roten Rebsorten als spät reifend. Auf den Kykladen kann sie meist Mitte bis Ende September geerntet werden.

## Synonyme
Die Rebsorte Karabraimis ist auch unter den Namen Harem-Ibraim, Impaen Charem, Impraem Kara, Karabryimis, Kara Chirei, Kara-Ibraim, Karambraimes, Karambraimis, Karampraimis und Matrasa bekannt.